# Libelloides longicornis
Libelloides longicornis är en insektsart som först beskrevs av Carl von Linné 1764.  Libelloides longicornis ingår i släktet Libelloides och familjen fjärilsländor. Inga underarter finns listade i Catalogue of Life.